# 德厚镇
德厚镇，是中华人民共和国云南省文山壮族苗族自治州文山市下辖的一个乡镇级行政单位。

## 行政区划
德厚镇下辖以下地区：
德厚村、乐西村、朝阳村、乐龙村、水结村、铁则村、大龙村、感古村、明湖村、湖海村、以诺村、以奈黑村、亚拉冲村和菲古村。